# مزرو
مزرو، روستایی از توابع بخش کردیان شهرستان جهرم در استان فارس ایران است.

## جمعیت
این روستا در دهستان علویه قرار دارد و براساس سرشماری مرکز آمار ایران در سال ۱۳۸۵، جمعیت آن ۴۱ نفر (۵خانوار) بوده‌است.